# Carlo Amoretti
Carlo Amoretti (Oneglia, 1741. március 13. – Milánó, 1816. március 24.) olasz tudós.

## Élete
1757-ben belépett az Ágoston-rendbe, majd világi pap lett és mint ilyent Parmában az egyházjog tanárává nevezték ki. 1797-ben Milánóban az Ambroziána könyvtár őre lett. Amoretti különösen az ásványtannal, a paleográfiával és ezek mellett a művészettörténettel foglalkozott nagy előszeretettel. Legnevezetesebb műve a Nuova scelta d'opuscoli interessanti sulle scienze e sulle arti megjelent 27 kötetben 1775-től 1788-ig Milanóban, s ebben más nemzetek tudományos haladásáról értekezik. Említésre méltó művei még; Della rabdomanzia (1808), Elementi di elettricita animale (1816) és a Viaggio di Milano ai tre lagi (1814).

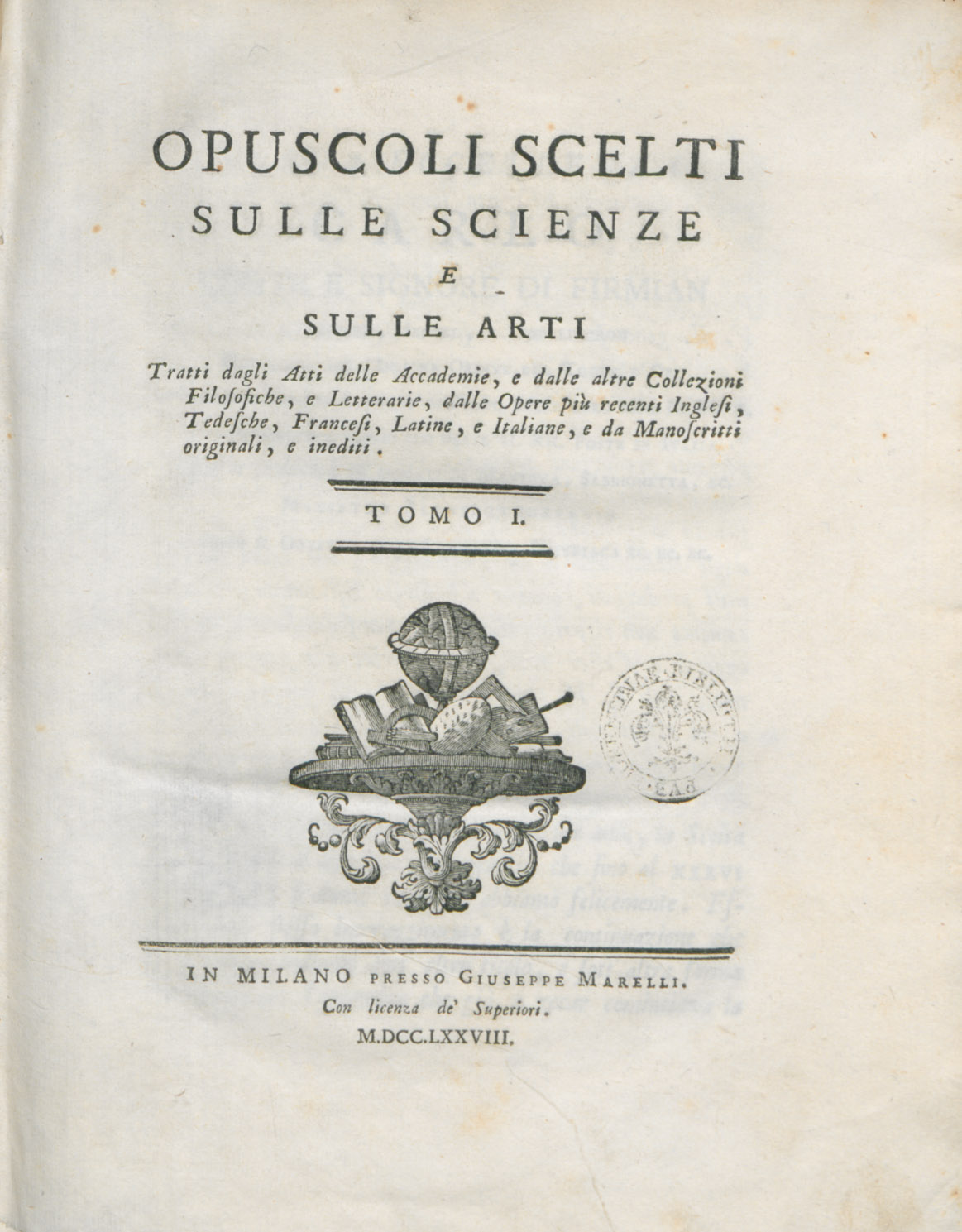
Opuscoli scelti sulle scienze e sulle arti, 1778